# Pardomuan Bandar
Pardomuan Bandar is een bestuurslaag in het regentschap Simalungun van de provincie Noord-Sumatra, Indonesië. Pardomuan Bandar telt 739 inwoners (volkstelling 2010).